# Backlot

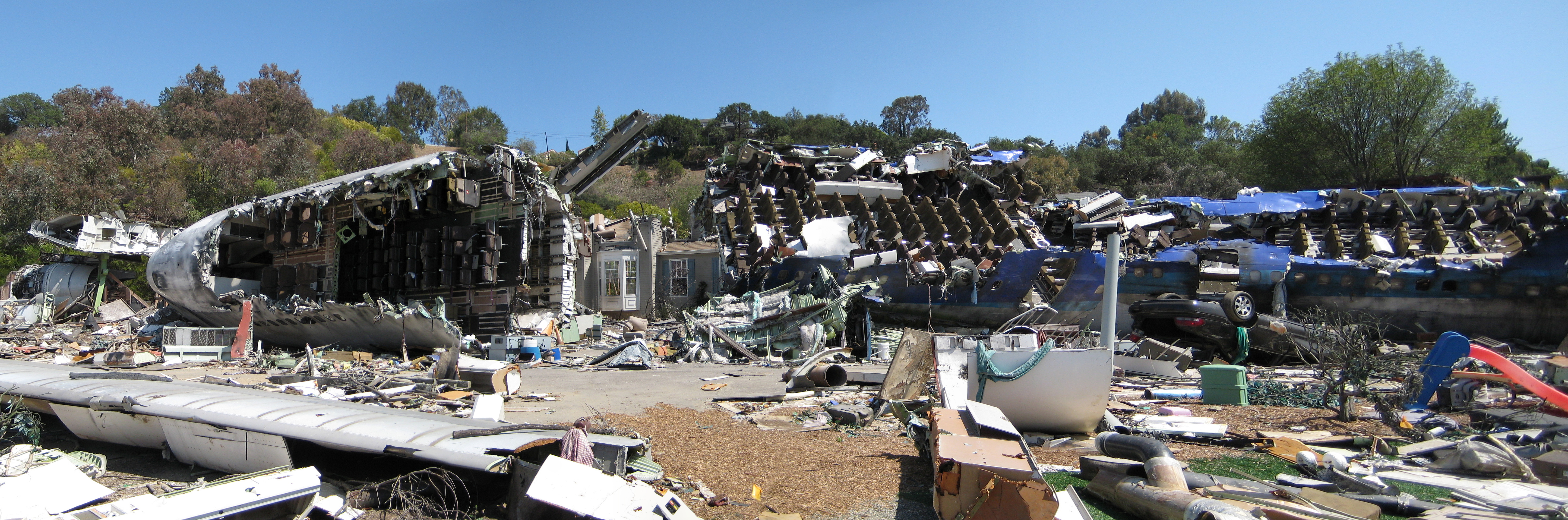
Das Backlot von Krieg der Welten in den Universal Studios Hollywood

Als Backlot bezeichnet man auf Englisch ein Außengelände eines Filmstudios, auf dem Außensets errichtet werden.

## Definition und Beispiele
Alle Arten von Schauplätzen werden dabei, je nach den Anforderungen der jeweiligen Produktion, errichtet und für die Dreharbeiten genutzt. Dabei werden oftmals nur die Fassaden gebaut; bei Häuserfronten fehlen so zum Beispiel Rückwände sowie der Innenausbau komplett. Für Innendrehs wird dann entsprechend auf andere Sets zurückgegriffen, welche nicht auf dem Backlot errichtet werden.
Bekannte Filme und Serien, die auf fest aufgebaute Kulissen in Deutschland von Fassaden für Außendrehs zurückgreifen, sind:
- Sonnenallee: Berliner Straße
- Lindenstraße: WDR-Studiogelände
- Gute Zeiten, schlechte Zeiten: Berliner Straße
- Babylon Berlin: Neue Berliner Straße

Bei einem Digital Backlot werden die Schauspieler vor einem Bluescreen oder Greenscreen aufgenommen. Dabei werden außer den Akteuren nur die einfachsten Gegenstände tatsächlich mitgefilmt. Der Rest wird danach digital eingefügt.
Mit der Digital-Backlot-Technik wurden unter anderem die folgenden Filme gedreht:
- Sky Captain and the World of Tomorrow
- Immortal – New York 2095: Die Rückkehr der Götter
- Sin City
- Casshern
- 300
- Speed Racer
- The Spirit
- Avatar – Aufbruch nach Pandora
- Alice im Wunderland